# Abyssochrysos eburneum
Abyssochrysos eburneum là một loài ốc biển, là động vật thân mềm chân bụng sống ở biển thuộc họ Abyssochrysidae.